# Fushazdeh
Fushazdeh (em persa: فوشازده, também romanizada como Fūshāzdeh) é uma aldeia do distrito rural de Dehshal, situada no distrito central de Astaneh-ye Ashrafiyeh, na província de Gilan, no Irã. No censo de 2006, sua população era de 625, em 193 famílias.